# Хобокен
 Тази статия е за района на Антверпен.  За града в САЩ вижте Хоубоукън.  
Хобокен (на нидерландски: Hoboken) е район на град Антверпен, Белгия.
Разположен е южно от центъра на града, на десния бряг на река Схелде.
Населението му е около 34 400 души (2006).